# 師岡宏次
師岡 宏次（もろおか こうじ、1914年 - 1991年8月11日）は、日本の写真家。

## 人物・来歴
東京都芝出身。
鈴木八郎研究所の助手を経てアルスに入社し、雑誌の編集に携わる。
1940年代には、出版文化協会や国際報道で活躍する。
戦後は、東京フォトの設立などを行う。
戦前から戦後にかけての東京（都市部分に限らず、住宅や自然なども含む）の写真を多く残した。ぎこちなさを感じる作品もあるが、東京のモダンな香りや東京の移り変わりを明快に示す作品が多い。
写真集ばかりではなく、写真の技法書も著している。さらに、8ミリ映画も撮影し、その入門書も執筆している。

## 主著
- 『夏の写真術』アルス、1938年
- 『撮影用具の知識』アルス（アルス写真文庫）、1939年
- 『現像焼付引伸の実際』日本カメラ社、1956年、改訂版1967年
- 『想い出の東京』講談社、1972年
- 『想い出の銀座』講談社、1973年
- 『想い出の武蔵野』講談社、1976年
- 『8ミリ映画の知識』朝日ソノラマ（現代カメラ新書）、1976年
- 『8ミリ映画の写し方』朝日ソノラマ（現代カメラ新書）、1977年
- 『銀座写真文化史』朝日ソノラマ、1980年
- 『東京モダン 1930-1940』朝日ソノラマ、1981年
- 『銀座残像』日本カメラ社、1982年

## 主要な展覧会
- モダン東京狂詩曲展、東京都写真美術館、1993年
  - 大久保好六、桑原甲子雄、濱谷浩の作品とともに、1930年代東京の写真作品を展示。展覧会カタログも存在する。
- 東京情景－師岡宏次がみた昭和－、昭和館、2020年
  - 第1期「戦争への不安と人びとのくらし」では戦前から終戦までの東京を、第2期「焼けあとからの出発」では終戦から復興へと向かう東京を写した作品を展示。